# Останній богатир: Корінь зла
«Останній богатир: Корінь зла» — російський пригодницький фільм режисера Дмитра Дьяченка, продовження фільму «Останній богатир». Прем'єра фільму відбулася 1 січня 2021 року.

## Сюжет
Фільм починається з походу Івана і богатирів на чолі з Фіністом — Ясним соколом, який, будучи найсильнішим з дружини, жартує над Іваном, богатирською силою обділеного. Після успішної упіймання чудовиська, яким виявився Колобок, нападник на сільську худобу, Іван повертається до свого терема, обставленого сучасною технікою. Йому набридає життя в умовах Київської Русі, тому за допомогою меча-кладенця він часто повертається в сучасну Москву, мріючи одного разу переселитися туди разом з Василиною назавжди. Однак вона цю ідею не схвалює.
У Білогір'ї проводять змагання для виявлення найкращого богатиря. Всі учасники, крім Фініста, провалюють смугу перешкод та Іван, якому набридли підколи в свій бік і спроби Фініста фліртувати з Василиною, вирішує й самому брати участь, щоб утерти супернику ніс. Перед цим він намагається переправитися в Москву, але сила кладенця вичерпується і портал не відкривається. Якщо Фініст проходив смугу перешкод за допомогою сили і спритності, то Найдьонов успішно робить це, застосовуючи кмітливість і винахідливість. Однак тріумф головного героя переривають Варвара і Галина, які прибувають на свято, щоб забрати в Іллі меч-кладенець. Вони зачаровують богатирів і напускають на село живе коріння, зав'язується битва і лиходії беруть гору. Однак старій команді героїв, разом з Фіністом та Колобком, що приєдналися до них, вдається втекти, прихопивши з собою кладенець.
Паралельно з подіями показуються сцени з минулого. Дівчинка-сирота і селянка, яка вирішила їй допомогти, вкололи пальці об чаклунську квітку і опиняються під владою якоїсь страшної істоти. Вилікуватися неможна — Баба-Яга, коли селянка приводить до неї хвору дівчинку, радить її втопити. Дівчина цього не робить, а вночі і з нею відбувається те ж саме.
По шляху Баба-Яга розповідає, що раніше бачила магію, подібну до цієї. 1000 років тому жив у цих землях добрий маг Білогір, але опинившись на порозі смерті, вирішив він стати безсмертним, для цього він викував меч-кладенець. Його учень Микула вирішив забрати безсмертя собі і для цього, звернувшись до зла, зрадив вчителя і вбив його. Однак темна сила не вбила Білогіра. Ображений на людей, які не цінували його, і на учня, що зрадив його, він став злою істотою, що складається з коренів — Роголебом. Щоб повноцінно повернутися до життя, йому був потрібний меч-кладенець. Для пошуків меча він став перетворювати людей на своїх слуг, але з усіх змогли вижити тільки Галина і Варвара. Яга каже, що після здобуття безсмертя той учень став Кощієм, і тільки він знає, як можна здолати Роголеба. Однак героям спершу належить витягнути його з країни мертвих. Щоб дістатися туди, персонажі використовують рибу-кита, управляти якою може лише людині з богатирською силою, що знову дає можливість Фіністу показати свою перевагу. Тоді Іван краде в Яги чарівну ягоду підсилювання, яка здатна давати неймовірну міць. Поїдаючи її, він робить вигляд, що нарешті-то знайшов богатирську силу.
Потрапивши до стражника країни мертвих, Ваня хитрістю обманює його і проникає туди з метою забрати Кощія, проте там він зустрічає не тільки його, а й нещодавно вбитого Роголебом батька. Вибравшись з країни мертвих, Кощій розповідає, що вбити Роголеба можна, розрубавши кладенцем камінь, під яким той колись був похований. На зворотному шляху Ваня продовжує постійно витрачати запаси чарівної ягоди, щоб хизуватися своєю особливою силою. На підході до Білогір'я Іван зізнається Василині, що кладенець втратив свою чарівну силу, тоді вона пропонує зробити привал. На привалі до кладенця, якого уткнули в землю, повертаються чарівні властивості.
Вранці героїв наздоганяє Варвара з військом і завдає Фіністу смертельної рани. В Івана закінчується запас ягід, і герої змушені бігти, залишивши меч Варварі. Іван свариться з Василиною і, в результаті обвалу, залишається сам з Колобком, а решта поспішають в Білогір'я, щоб врятувати Фініста за допомогою живої води. За наказом Роголеба Галина мало не вбиває Варвару, намагаючись швидше принести меч-кладенець, але він падає з висоти в ліс, де його знаходить Чудо-юдо і приносить Івану. Іван, Колобок і Чудо-Юдо відправляються на бій. Разом з ними змагаються й інші та врятований Фініст. Колобок з'їдає Варвару в образі сови. Кощій згадує, що якщо розрубати мечем камінь, Роголеб не вмре, а навпаки звільниться, але робить це занадто пізно. Колишній білий маг у вигляді чудовиська з коренів воскресає, зв'язує і заживо закопує в землю Кощія, Бабу-Ягу та всіх інших. Він збирається вбити й Івана.
Іван подумки зустрічається з померлим батьком, де вирішує, заради чого він живе. У ньому прокидається богатирська сила, разом з Фіністом та Колобком він бореться з Роголебом, сила якого в землі, на якій він стоїть. Іван розрубує мечем простір і відправляє чудовисько в сучасну Москву, де замість землі один асфальт. Роголеб гине, і закопані звільняються. Святозар проганяє Галину, а Іван робить Василині пропозицію. Галина занурюється в чорну річку, щоб отримати злу силу.
Сцена після титрів: багато років тому Ілля Муромець живе зі своєю дружиною Галею. Це та сама дівчина, яку разом з дівчинкою зачарував Роголеб і, за сумісництвом, названа мати Варвари та біологічна мати Івана.

## У ролях
| Актор                | Роль                                      |
| -------------------- | ----------------------------------------- |
| Віктор Хориняк       | Іван Ілліч Муромець                       |
| Міла Сивацька        | Василіса Премудра                         |
| Сергій Бурунов       | Водяник                                   |
| Катерина Вілкова     | княгиня Варвара                           |
| Олена Яковлєва       | знахарка і чаклунка Баба-Яга              |
| Олена Валюшкина      | Галина мати Варвари, дружина Іллі Муромця |
| Олександр Семчев     | Чудо-юдо                                  |
| Юрій Цурило          | Ілля Муромець                             |
| Кирило Зайцев        | богатир Фініст-Ясний сокіл                |
| Гарік Харламов       | Колобок (озвучка)                         |
| Костянтин Лавроненко | Кощій Безсмертний                         |
| Тимофій Трибунцов    | маг Святозар                              |
| Владислав Вєтров     | Білогір / Роголеб                         |
| Таїсія Вілкова       | Галина в молодості                        |
| березня Тимофєєва    | Варвара в дитинстві                       |

## Знімання
Зйомки фільму проходили на Хрестовій горі, неподалік міста Губаха, в Пермському краї і Карелії, а основні, де звели ціле місто, проходили в Підмосков'ї.

## Рекламна компанія
5 грудня 2019 року на сайті «Однокласники» був викладений перший тизер-трейлер до фільму.

## Касові збори
За перший тиждень прокату фільм зібрав в прокаті 1 мільярд рублів, а за попередніми прогнозами журналу Ігроманія фільм має шанси обійти збори першої частині і зібрати за весь термін прокату два мільярди рублів. До кінця січня 2021 роки фільм зміг подолати планку в два мільярди рублів, що становить двадцять шість з половиною мільйонів доларів.

## Критика та відгуки
Загалом, фільм отримав позитивні відгуки від глядачів. Анастасія Горбачевська писала свою рецензію для Film.ru дала фільму шість зірок з десяти, похваливши жарти, засновані на відсилання до казок і харизматичних акторів, але лаяла за те, що Водяник перетворився з центрального персонажа на гостя, а Колобок лише викликав здивування.